# Campionati sudamericani di lotta
I Campionati panamericani di lotta sono una competizione di lotta, con cadenza biennale, organizzata sotto l'egida della United World Wrestling ed estesa al Sud America. L'edizione inaugurale si è svolta nel 1983 a Lima in Perù.

## Edizioni
| Anno | Nazione   | Città               |
| ---- | --------- | ------------------- |
| 1983 | Perù      | Lima                |
| 1985 | Cile      | Santiago del Cile   |
| 1990 | Perù      | Lima                |
| 1992 | Cile      | Pucón               |
| 1993 | Argentina | Buenos Aires        |
| 1995 | Ecuador   | Quito               |
| 1997 | Uruguay   | Fray Bentos         |
| 1999 | Bolivia   | La Paz              |
| 2000 | Cile      | Santiago del Cile   |
| 2009 | Perù      | Lima                |
| 2011 | Argentina | Buenos Aires        |
| 2012 | Perù      | Callao              |
| 2013 | Cile      | Santiago del Cile   |
| 2014 | Perù      | Lima                |
| 2015 | Argentina | Buenos Aires        |
| 2016 | Colombia  | Cartagena de Indias |
| 2017 | Brasile   | Rio de Janeiro      |
| 2019 | Cile      | Santiago del Cile   |